# Зіяд Хазер Салех аль Маджалі
Зіяд Хазер Салех аль Маджалі (Ziad Hazer Saleh Al Majali) — йорданський дипломат. Надзвичайний і Повноважний Посол Йорданії в Україні (2015-20).

## Життєпис
З 1 грудня 1999 року — Надзвичайний і Повноважний Посол Йорданії в ПАР
З 15 січня 2014 року — Надзвичайний і Повноважний Посол Йорданії в РФ
26 травня 2015 року — Надзвичайний і Повноважний Посол Йорданії в Україні